# Fillies' Mile
Groupe 1
Le Fillies' Mile est une course hippique de plat se déroulant en octobre sur l'hippodrome de Hippodrome de Newmarket, en Angleterre.

## Caractéristiques et histoire
C'est une course de groupe 1 disputée sur 1 600 mètres en ligne droite, réservée aux pouliches de 2 ans. L'allocation s'élève à £ 500 000.
Créée en 1973, l'épreuve a eu lieu sur l'hippodrome d'Ascot jusqu'en 2011. Lorsque le système des courses de groupe est introduit en 1971, elle est labellisée groupe 3. Promue  au rang supérieur en 1986, elle devient un groupe 1 en 1990.

## Palmarès depuis 1990
| Année | Vainqueur        | Pays        | Père               | Jockey               | Entraîneur          | Propriétaire                    | Deuxième          | Troisième          | Temps   |
| ----- | ---------------- | ----------- | ------------------ | -------------------- | ------------------- | ------------------------------- | ----------------- | ------------------ | ------- |
| 2024  | Desert Flower    | Royaume-Uni | Night of Thunder   | William Buick        | Charlie Appleby     | Godolphin                       | January           | Ballet Slippers    | 1'37"48 |
| 2023  | Ylang Ylang      | Irlande     | Frankel            | Ryan Moore           | Aidan O'Brien       | Coolmore                        | Shuwari           | See The Fire       | 1'38"80 |
| 2022  | Commissioning    | Royaume-Uni | Kingman            | Robert Havlin        | John & Thady Gosden | Isa Salman & Abdulla Al Khalifa | Novakai           | Bright Diamond     | 1'36"53 |
| 2021  | Inspiral         | Royaume-Uni | Frankel            | Lanfranco Dettori    | John & Thady Gosden | Cheveley Park Stud              | Prosperous Voyage | Cachet             | 1'38"44 |
| 2020  | Pretty Gorgeous  | Irlande     | Lawman             | Shane Crosse         | Joseph O'Brien      | John C. Oxley                   | Indigo Girl       | Mother Earth       | 1'39"10 |
| 2019  | Quadrilateral    | Royaume-Uni | Frankel            | Jason Watson         | Roger Charlton      | Khalid Abdullah                 | Powerful Breeze   | Love               | 1'37"75 |
| 2018  | Iridessa         | Irlande     | Ruler of The World | Wayne Lordan         | Joseph O'Brien      | Chantal Regalado-Gonzalez       | Hermosa           | Pretty Pollyanna   | 1'38"80 |
| 2017  | Laurens          | Royaume-Uni | Siyouni            | Patrick-J. Mc Donald | Karl Burke          | John Dance                      | September         | Magic Lily         | 1'36"15 |
| 2016  | Rhododendron     | Irlande     | Galileo            | Ryan Moore           | Aidan O'Brien       | D.Smith, S.Magnier, M.Tabor     | Hydrangea         | Urban Fox          | 1'37"73 |
| 2015  | Minding          | Irlande     | Galileo            | Ryan Moore           | Aidan O'Brien       | D.Smith, S.Magnier, M.Tabor     | Nathra            | Hawksmoor          | 1'37"87 |
| 2014  | Together Forever | Irlande     | Galileo            | Joseph O'Brien       | Aidan O'Brien       | D.Smith, S.Magnier, M.Tabor     | Agnes Stewart     | Winters Moon       | 1'41"01 |
| 2013  | Chriselliam      | Royaume-Uni | Iffraaj            | Richard Hughes       | Charles Hills       | W.Carson, E.Asprey & C.Wright   | Rizeena           | Ihtimal            | 1'40"00 |
| 2012  | Certify          | Royaume-Uni | Elusive Quality    | Mickaël Barzalona    | Mahmood al Zarooni  | Écurie Godolphin                | Roz               | Amazonas           | 1'38"19 |
| 2011  | Lyric of Light   | Royaume-Uni | Street Cry         | Frankie Dettori      | Mahmood al Zarooni  | Écurie Godolphin                | Samitar           | Firdaws            | 1'35"98 |
| 2010  | White Moonstone  | Royaume-Uni | Dynaformer         | Frankie Dettori      | Saeed bin Suroor    | Écurie Godolphin                | Together          | Theyskens Theory   | 1'42"75 |
| 2009  | Hibaayeb         | Royaume-Uni | Singspiel          | Neil Callan          | Clive Brittain      | Mohammed Al Nabouda             | Lady Darshaan     | Youll Be Mine      | 1'39"78 |
| 2008  | Rainbow View     | Royaume-Uni | Dynaformer         | Jimmy Fortune        | John Gosden         | George Strawbridge              | Fantasia          | Dreamtheimpossible | 1'40"82 |
| 2007  | Listen           | Irlande     | Sadler's Wells     | Johnny Murtagh       | Aidan O'Brien       | D.Smith, S.Magnier, M.Tabor     | Proviso           | Saoirse Abu        | 1'43"30 |
| 2006  | Simply Perfect   | Royaume-Uni | Danehill           | Darryll Holland      | Jeremy Noseda       | D.Smith, S.Magnier, M.Tabor     | Treat             | English Ballet     | 1'41"89 |
| 2005  | Nannina          | Royaume-Uni | Medicean           | Jimmy Fortune        | John Gosden         | Cheveley Park Stud              | Alexandrova       | Nasheej            | 1'38"52 |
| 2004  | Playful Act      | Royaume-Uni | Sadler's Wells     | Jimmy Fortune        | John Gosden         | Famille Sangster                | Maids Causeway    | Dash To The Top    | 1'42"22 |
| 2003  | Red Bloom        | Royaume-Uni | Selkirk            | Kieren Fallon        | Sir Michael Stoute  | Cheveley Park Stud              | Sundrop           | Punctilious        | 1'40"81 |
| 2002  | Soviet Song      | Royaume-Uni | Marju              | Oscar Urbina         | James Fanshawe      | Elite Racing Club               | Casual Look       | Reach For The Moon | 1'42"32 |
| 2001  | Gossamer         | Royaume-Uni | Sadler's Wells     | Jamie Spencer        | Luca Cumani         | Gerald W. Leigh                 | Maryinsky         | Esloob             | 1'46"40 |
| 2000  | Crystal Music    | Royaume-Uni | Nureyev            | Frankie Dettori      | John Gosden         | Lord Lloyd-Webber               | Summer Symphony   | Hotelgenie Dot Com | 1'44"44 |
| 1999  | Teggiano         | Royaume-Uni | Mujtahid           | Frankie Dettori      | Clive Brittain      | Abdullah Saeed Belhab           | Britannia         | My Hansel          | 1'49"69 |
| 1998  | Sunspangled      | Irlande     | Caerleon           | Michael Kinane       | Aidan O'Brien       | Sue Magnier & Michael Tabor     | Calando           | Edabiya            | 1'44"79 |
| 1997  | Glorosia         | Royaume-Uni | Bering             | Frankie Dettori      | Luca Cumani         | Robert H. Smith                 | Jibe              | Exclusive          | 1'42"31 |
| 1996  | Reams of Verse   | Royaume-Uni | Nureyev            | Michael Kinane       | Henry Cecil         | Khalid Abdullah                 | Khassah           | Sleepytime         | 1'44"32 |
| 1995  | Bosra Sham       | Royaume-Uni | Woodman            | Pat Eddery           | Henry Cecil         | Wafic Saïd                      | Bint Shadayid     | Matiya             | 1'43"13 |
| 1994  | Aqaarid          | Royaume-Uni | Nashwan            | Willie Carson        | John Dunlop         | Hamdan Al Maktoum               | Jural             | Snowtown           | 1'44"70 |
| 1993  | Fairy Heights    | Royaume-Uni | Fairy King         | Cash Asmussen        | Neville Callaghan   | Frank Golding                   | Dance To The Top  | Kissing Cousin     | 1'44"44 |
| 1992  | Ivanka           | Royaume-Uni | Dancing Brave      | Michael Roberts      | Clive Brittain      | Ali Saeed                       | Ajfan             | Iviza              | 1'46"65 |
| 1991  | Culture Vulture  | Royaume-Uni | Timeless Moment    | Richard Quinn        | Paul Cole           | Christopher Wright              | Mystery Play      | Party Cited        | 1'46"11 |
| 1990  | Shamshir         | Royaume-Uni | Kris               | Frankie Dettori      | Luca Cumani         | Cheikh Mohammed                 | Safa              | Atlantic Flyer     | 1'43"27 |